# 푸에르토프린세사 지하강 국립공원

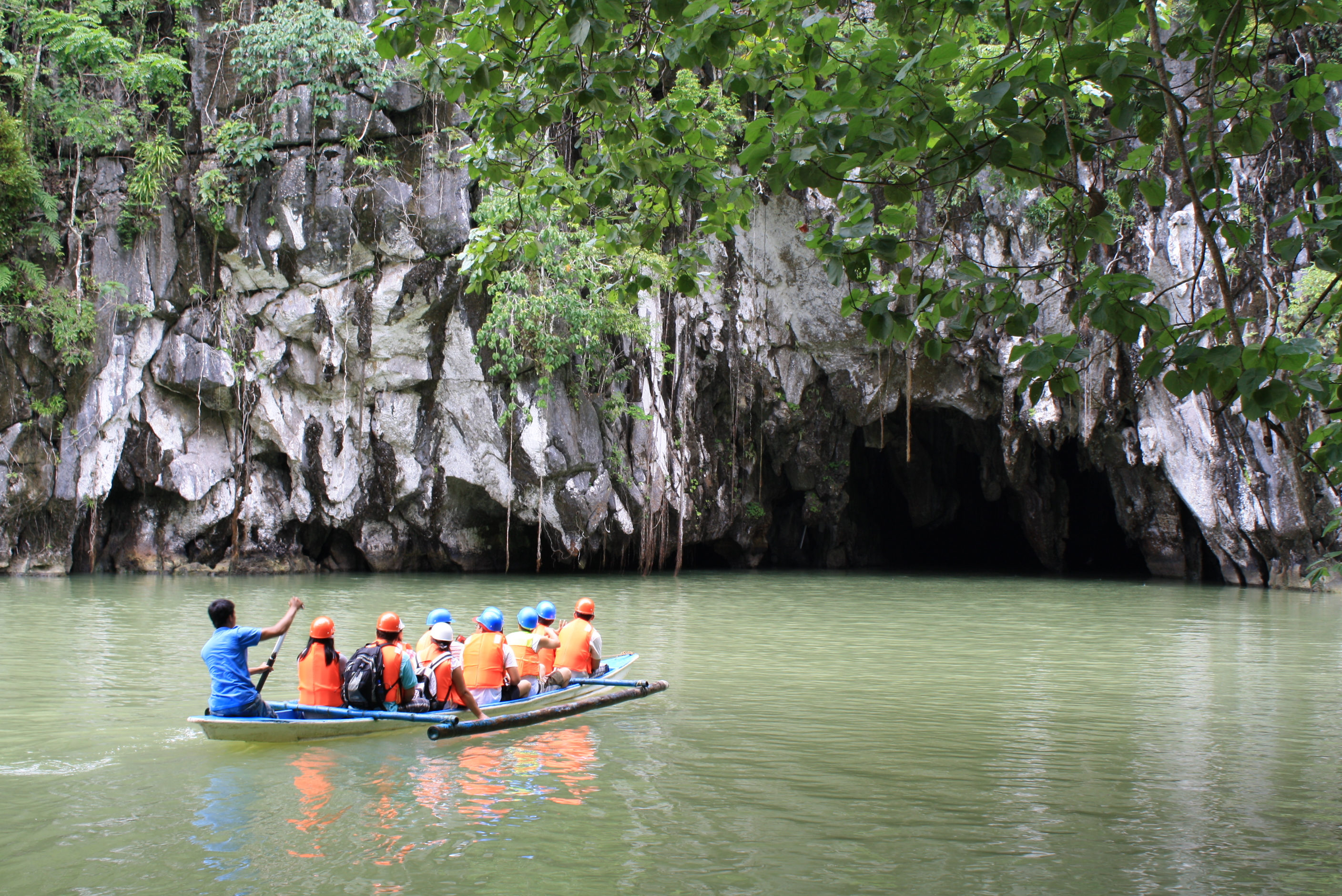

푸에르토프린세사 지하강 국립공원(Pambansang Liwasang Ilog sa Ilalim ng Lupa ng Puerto Princesa)는 필리핀 푸에르토프린세사로부터 약 80 km 떨어진 세인트폴 산맥에 위치한 보호 구역이다. 북쪽으로는 세인트폴 만을 경계로, 동쪽으로는 바부얀 강을 경계로 두고 있다. 푸에르토프린세사의 시정부는 1992년부터 이 국립공원을 관리하기 시작했다. 지하강 입구로 가기 위해선 사방으로부터 짧은 거리를 도보로 이동하거나, 배를 타야 한다.
2010년에 환경 운동가와 지질학자들은 지하강이 2층으로 나뉘어 있으며, 동굴 안에 작은 폭포가 있다는 것을 발견했다. 그 외에도 300 m 높이의 돔 형태 공간, 암반 성상, 큰 박쥐, 강 밑에 있는 깊은 물 웅덩이, 또 다른 동굴, 물길 등을 발견했다.
2011년 11월 11일 일시적으로 세계 7대 자연경관에 선정되었으며, 2012년 1월 28일에 확정났다.

## 지형
이 국립공원에 있는 산은 석회암으로 이루어진 카르스트 지형이다. 세인트폴 지하강 동굴의 길이는 최소 24 km이고, 그 중 8.2 km는 카바유간 강에 속해 있다. 이 동굴은 필리핀해와 연결되어 있으며, 바다로부터 4.3 km 지점까지는 배로 들어올 수 있다. 많은 종유석과 석순이 있고, 넓은 지하 공간도 여럿 있다. 지하 공간 중 하나인 “이탈리안 챔버”는 총 넓이 250만 평방미터(총 길이 360 m, 최대 폭 140 m, 높이 80 m)로, 세계에서 가장 넓은 지하 공간이다. 바다로부터 6 km까지는 조수간만의 차에 영향을 받는다. 2007년, 멕시코 유카탄반도의 지하강이 발견되기 전까진 세계에서 가장 긴 지하강으로 여겨졌었다.
이 국립공원은 보존 생물학에서 중요한 장소로 여겨지기도 한다. 산과 바다를 아우르는 생태계를 가지고 있으며, 아시아의 주요 숲 중 일부가 이곳에 속한다. 1999년 12월 4일에 유네스코는 이곳을 세계 유산으로 지정했다.

## 같이 보기
- 필리핀의 세계유산
- 필리핀의 국립공원
- en:ASEAN Heritage Parks